# Pariser Hof (Budapest)

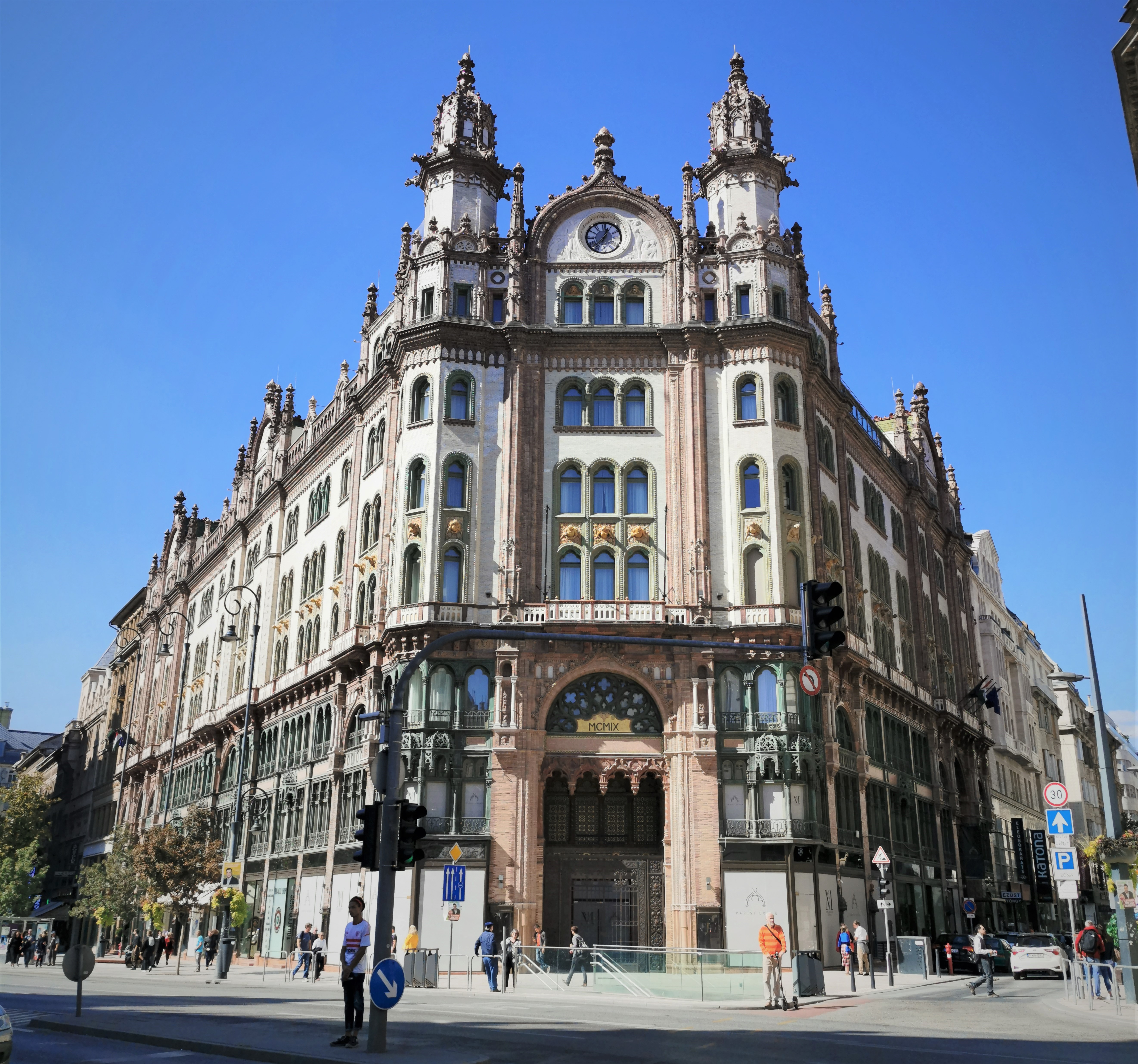
Der Pariser Hof (2019)

Der Pariser Hof (ungarisch Pári(z)si udvar oder auch Brudern-ház, dt. Brudern-Haus) ist ein repräsentatives Gebäude am Franziskanerplatz in Budapest. Es wurde in den Jahren 1909–1913 nach Plänen des deutschen Architekten Henrik Schmahl als Sitz der innenstädtischen Sparkasse erbaut, und steht seit 1976 unter Denkmalschutz. Das von einem Glasdach gekrönte Gebäude ist das größte mit Keramik verkleidete in Europa. Im Erdgeschoss befindet sich die einzig erhaltene bedeckte Einkaufspassage von Budapest aus der Vorkriegszeit. Seit seiner Renovierung in den Jahren 2016–2019, beherbergt das Gebäude ein 5-Sterne-Hotel der Hotelkette Hyatt.

## Geschichte
Anstelle des heutigen Pariser Hofs ließ József Brudern 1817 nach Plänen von Mihály Pollack das erste Geschäftshaus in Budapest errichten. In dem Gebäude befand sich auch eine Ladenpassage nach Vorbild der Passage des Panoramas in Paris. Dieses Gebäude wurde aber um die Jahrhundertwende fast vollständig abgerissen. An dieser Stelle wurde ab 1909 im Auftrag der Belvárosi Takarékpénztár Rt. (dt. innenstädtische Sparkasse) der Pariser Hof durch den Architekten Henrik Schmahl in einem einzigartigen Stilmix aus arabischen und maurischen Elementen, sowie Einflüssen der Neogotik und des Jugendstils erbaut. Im Erdgeschoss befindet sich, wie auch im Vorgängerbau, eine Ladenpassage. Im ersten und zweiten Stock lagen die Büroräume der Bank, in den Stockwerken darüber Mietwohnungen.
Obwohl der Pariser Hof den Zweiten Weltkrieg wie durch ein Wunder mit nur leichten Schäden überstand, wurde es bei Kämpfen während des Volksaufstands 1956 schwer beschädigt. Die Renovierungsarbeiten wurden damals nicht fachgerecht, schlampig und mit den billigsten Rohstoffen ausgeführt. In den 1960er Jahren zog das staatliche Reisebüro IBUSZ in das Gebäude ein. Obwohl der Pariser Hof 1976 zum geschützten Denkmal erklärt wurde, verfiel es mit der Zeit zusehend, sodass auch alle sich im Gebäude befindlichen Geschäfte auszogen.
Nach mehreren Jahrzehnten im Leerstand, konnte die Bezirksverwaltung des V. Bezirks das Gebäude 2014 für 2,1 Milliarden Forint verkaufen. Die Renovierungsarbeiten dauerten von 2016 bis 2019 und wurden streng nach den Originalplänen ausgeführt. Etwa 3000 Konservatoren arbeiteten viereinhalb Jahre über 70.000 Stunden lang an dem Gebäude.

## Galerie

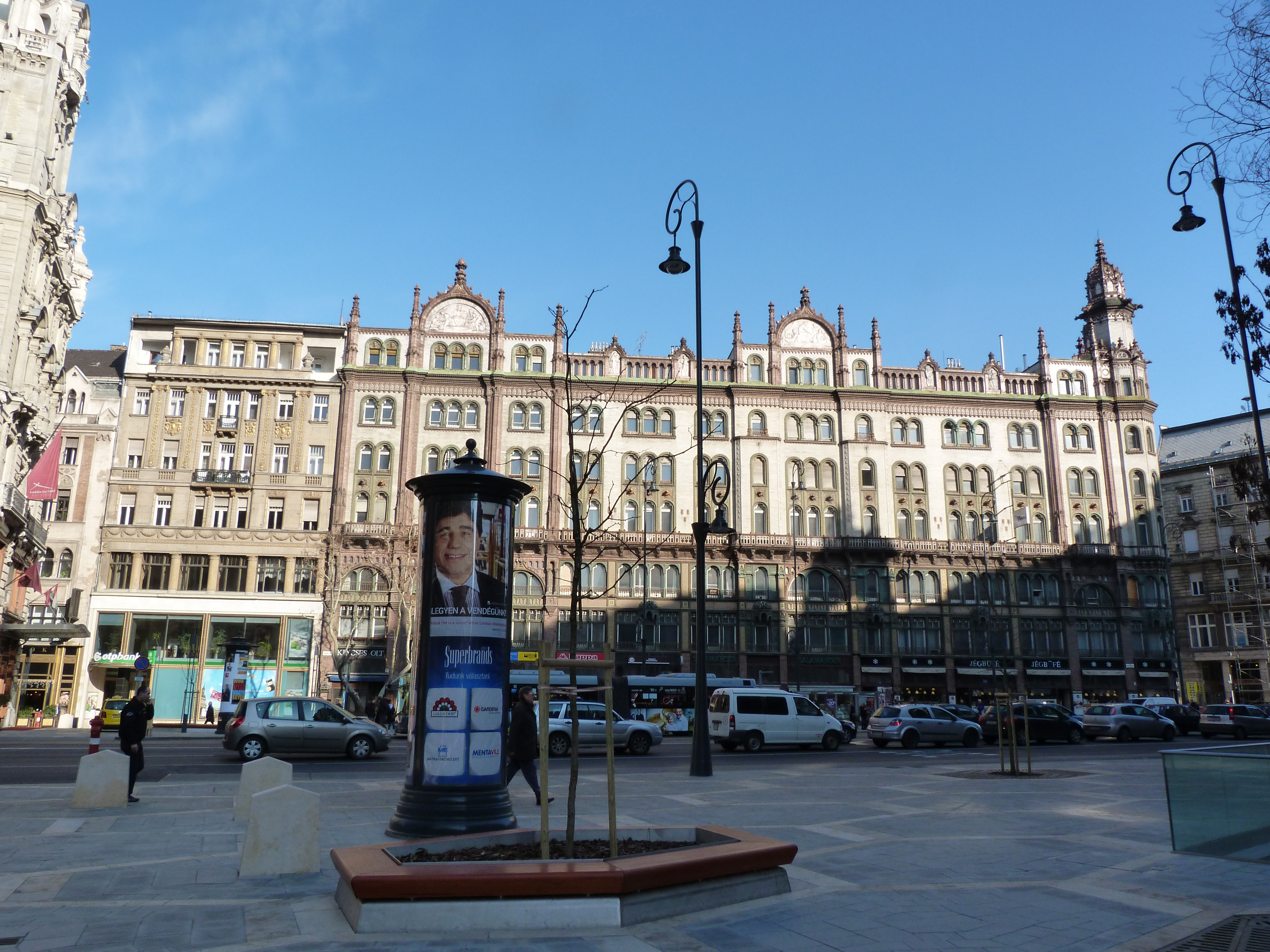
Seitenansicht
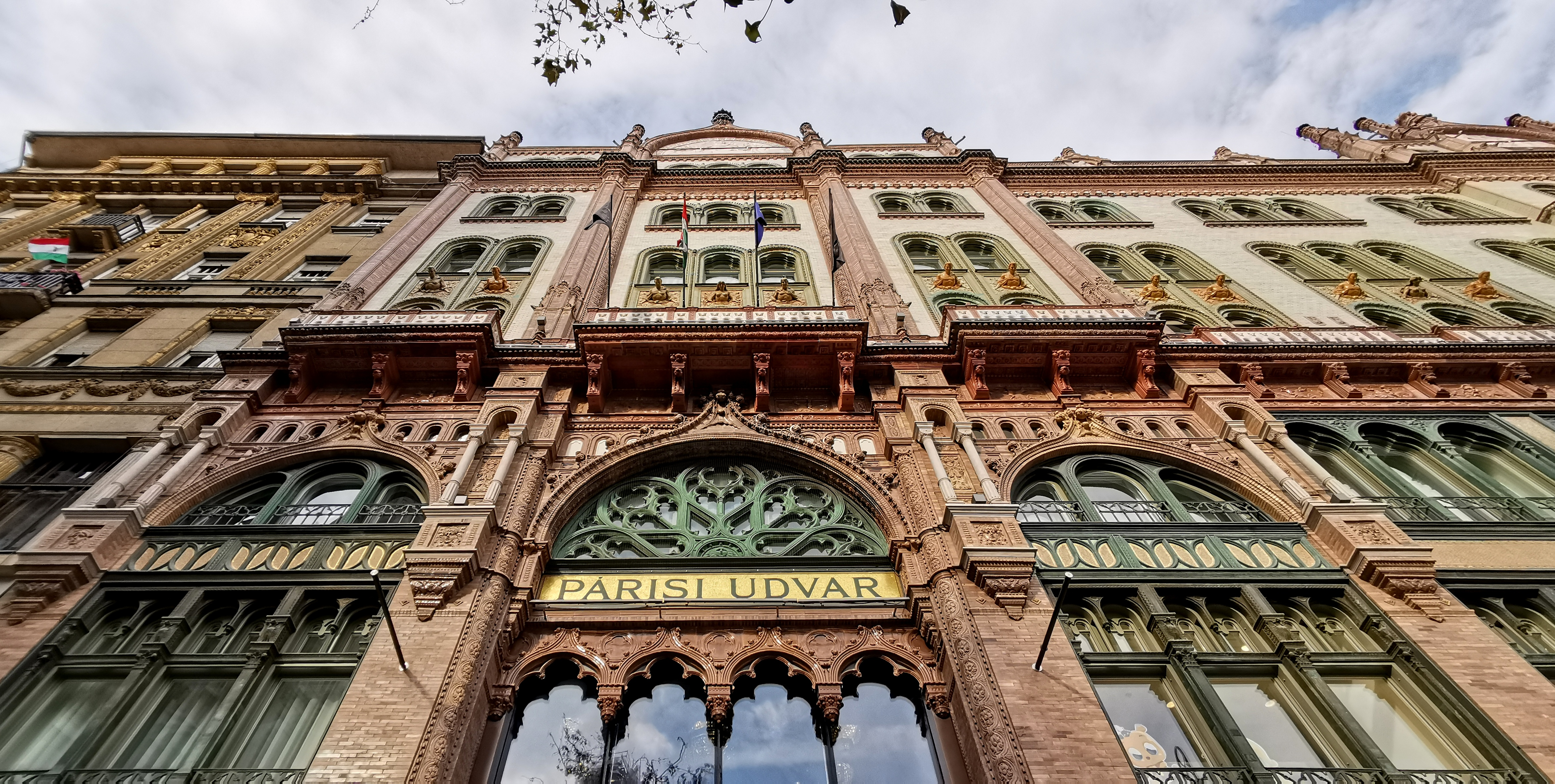
Fassadendetail
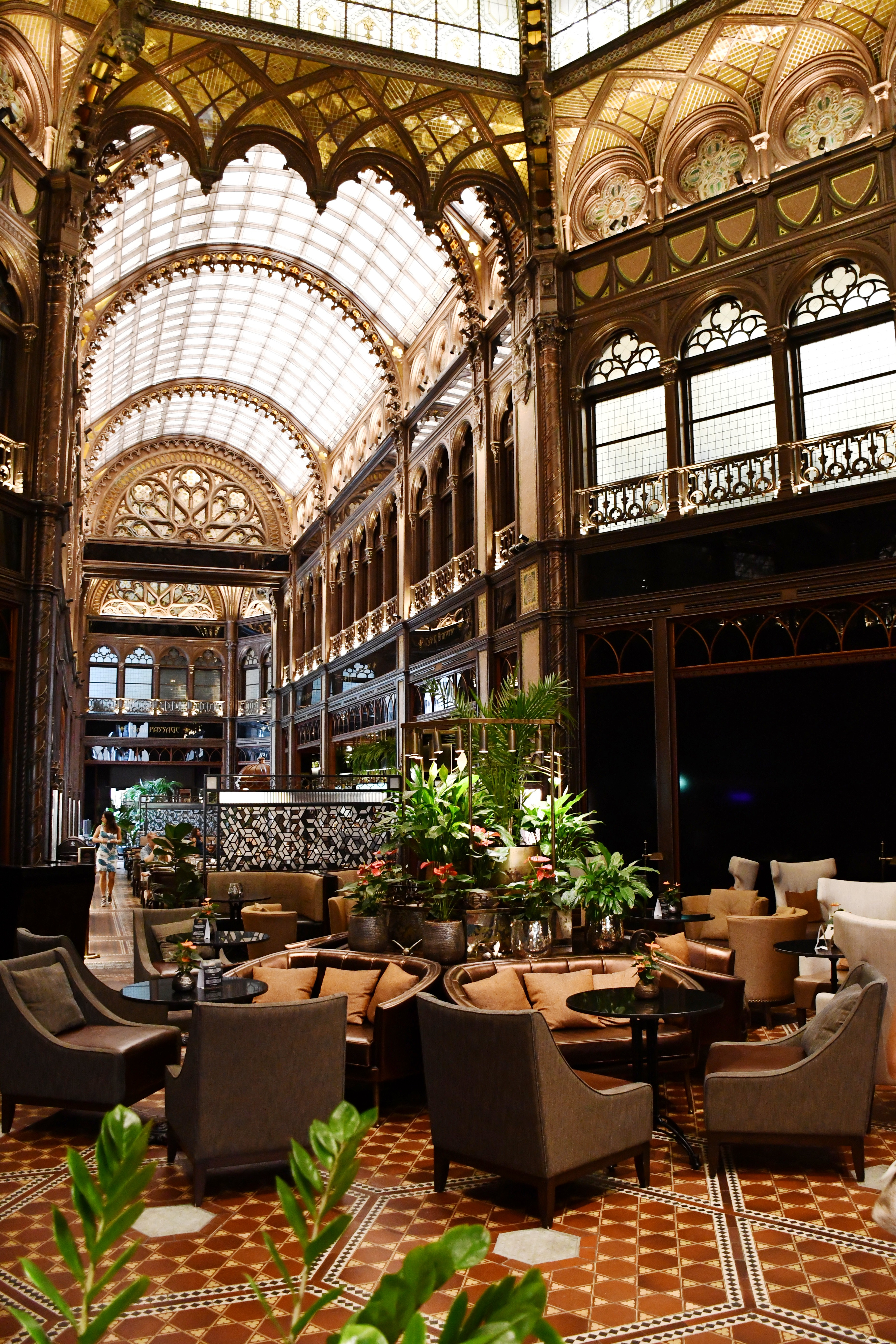
Passage
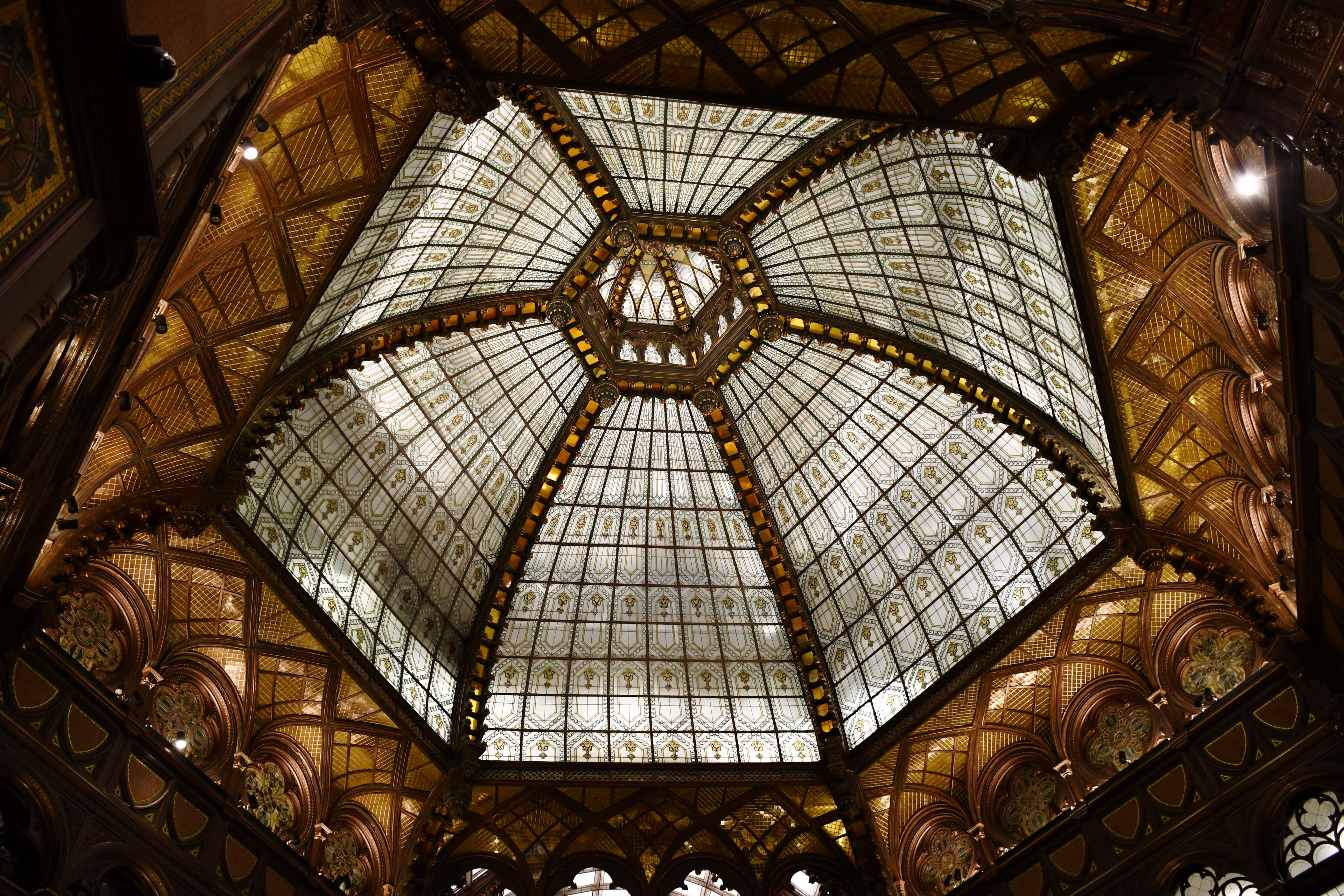
Glaskuppel
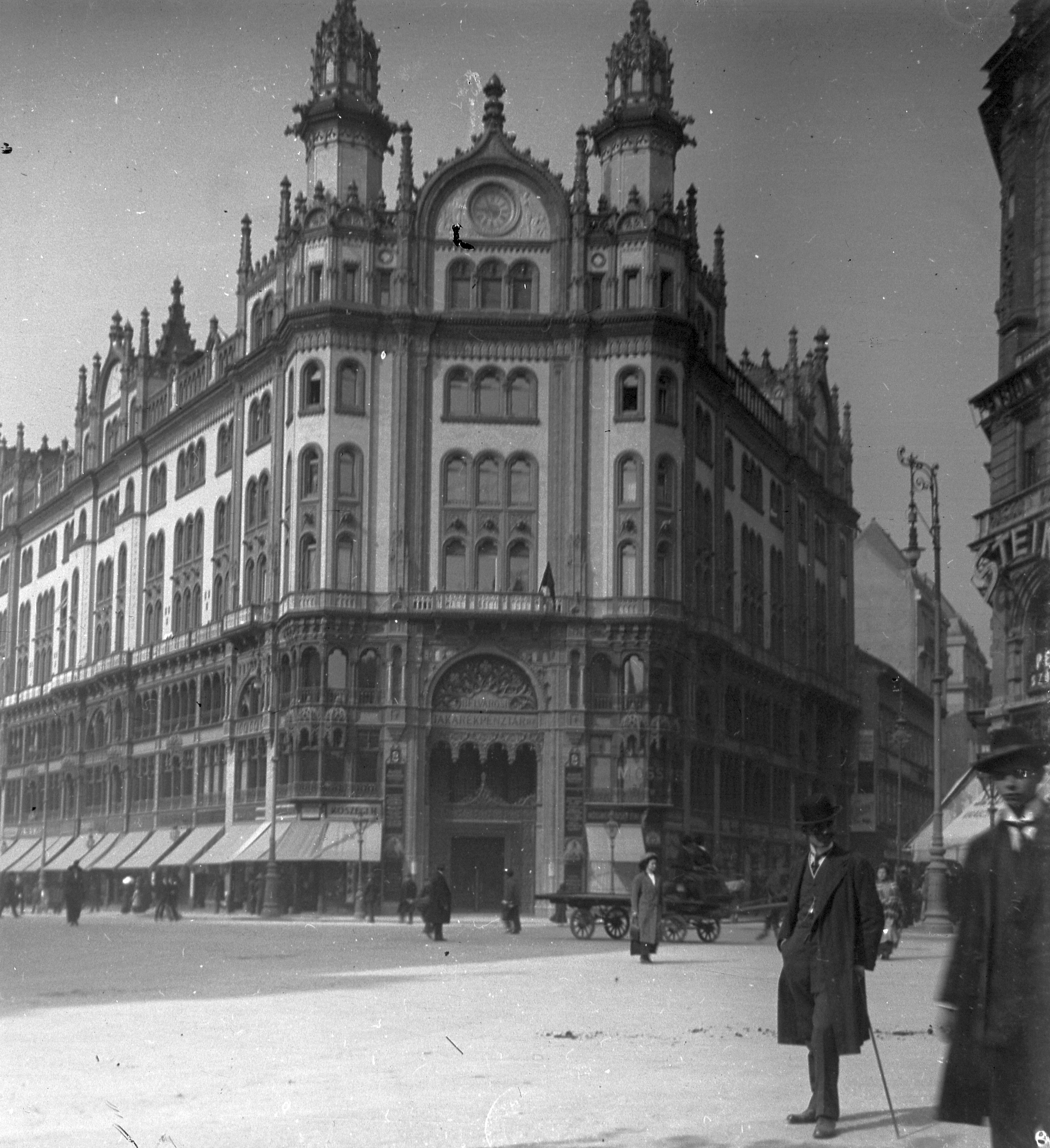
Ansicht, 1912

## Trivia
- Die aus Mahagoniholz gefertigten Portaltüren wurden in derselben Fabrik hergestellt, wie auch die des Harrods in London[1]
- Die Keramikelemente der Fassade wurde entgegen vieler Gerüchte nicht von Zsolnay, sondern in Pécs und Deutschland hergestellt[4]
- Die Rekonstruierung gewann den Ungarischen Niveaupreis für Immobilienentwicklung[3]
- Das Gebäude diente bereits als Ort für Modefotografie und als Filmkulisse für folgende Filme und Serien:[5]
  - Dame, König, As, Spion (2011) von Tomas Alfredson
  - Spy – Susan Cooper Undercover (2015) von Paul Feig
  - Dracula (2020) von Jonny Campbell, Paul McGuigan und Damon Thomas